# Корроди, Саломон
Саломон Корроди (нем. Salomon Corrodi; 23 апреля 1810, Феральторф, кантон Цюрих, Швейцария — 4 июля 1892, Комо, Ломбардия, Италия) — швейцарский художник-акварелист, пейзажист.

## Биография
Сын христианского пастора (был десятым ребёнком в семье). В возрасте двадцати двух лет переехал из Цюриха в Италию, откуда происходили его родители, и занялся в Риме изучением акварельной пейзажной живописи. Учился под руководством Франца Людвига Кателя, Иоганна Кристиана Рейнхарта, Йозефа Антона Коха и других известных художников того времени.
Практикуясь во время путешествий, к 1840—1850-м годам стал признанным мастером акварельного пейзажа; не переставал трудиться над своими картинами до самой смерти. Получил известность как педагог (в частности, у него брал уроки будущий русский академик архитектуры Василий Кенель).

Согласно Энциклопедическому словарю Брокгауза и Ефрона, 
Его акварели, рассеянные во множестве по всей Европе, особенно в Германии, Англии и России, мало уступают в отношении силы красок масляной живописи и очень верно передают итальянскую природу.
Саломон Корроди умер 4 июля 1892 года в городе Комо (Ломбардия), куда отправился в поисках «новых источников вдохновения». Похоронен в Риме.
Часть работ Саломона Корроди хранится в Музее Рима в Трастевере.
Сыновья живописца Арнольд и Герман также стали известными художниками.

## Избранные работы

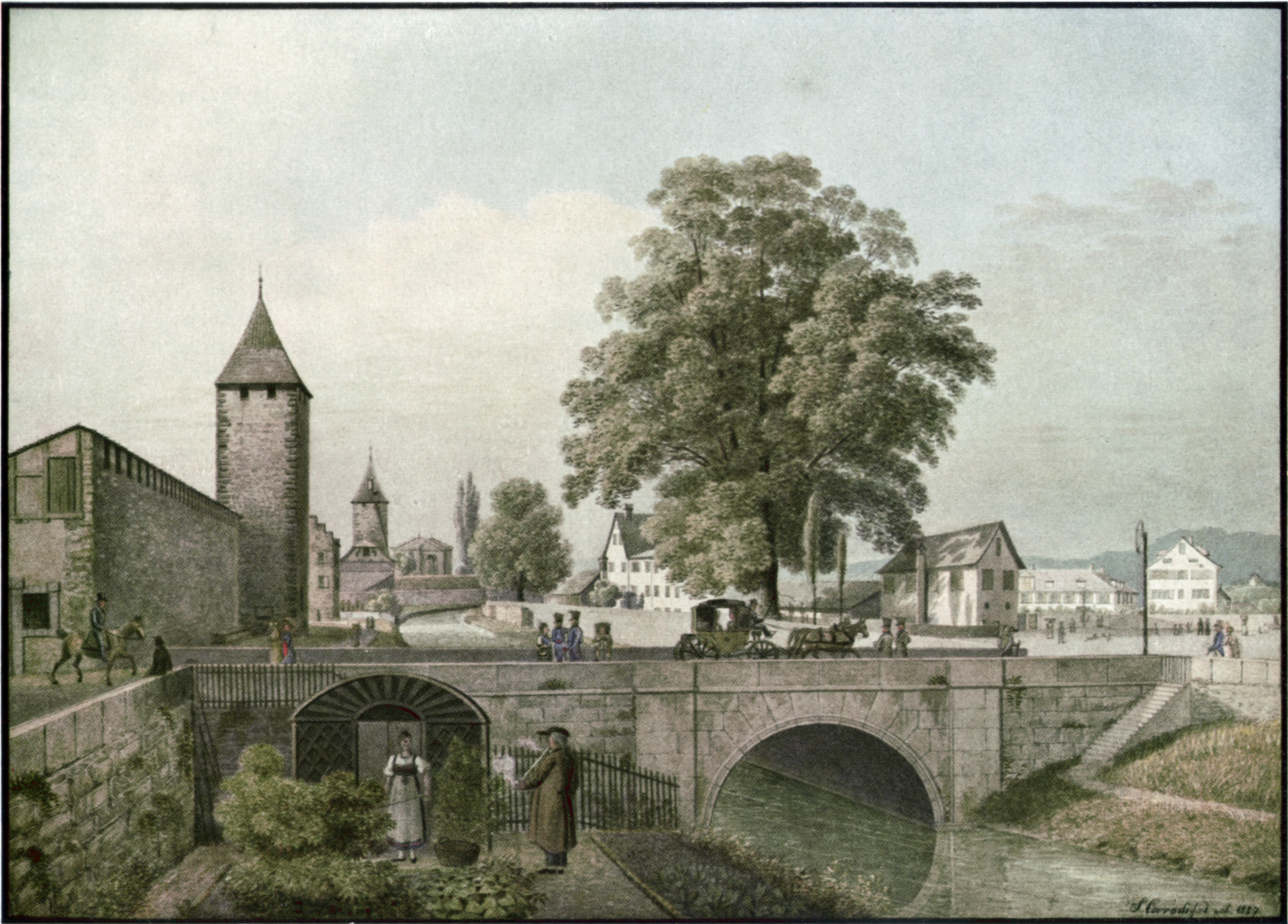
Липа в Цюрихе. Около 1827
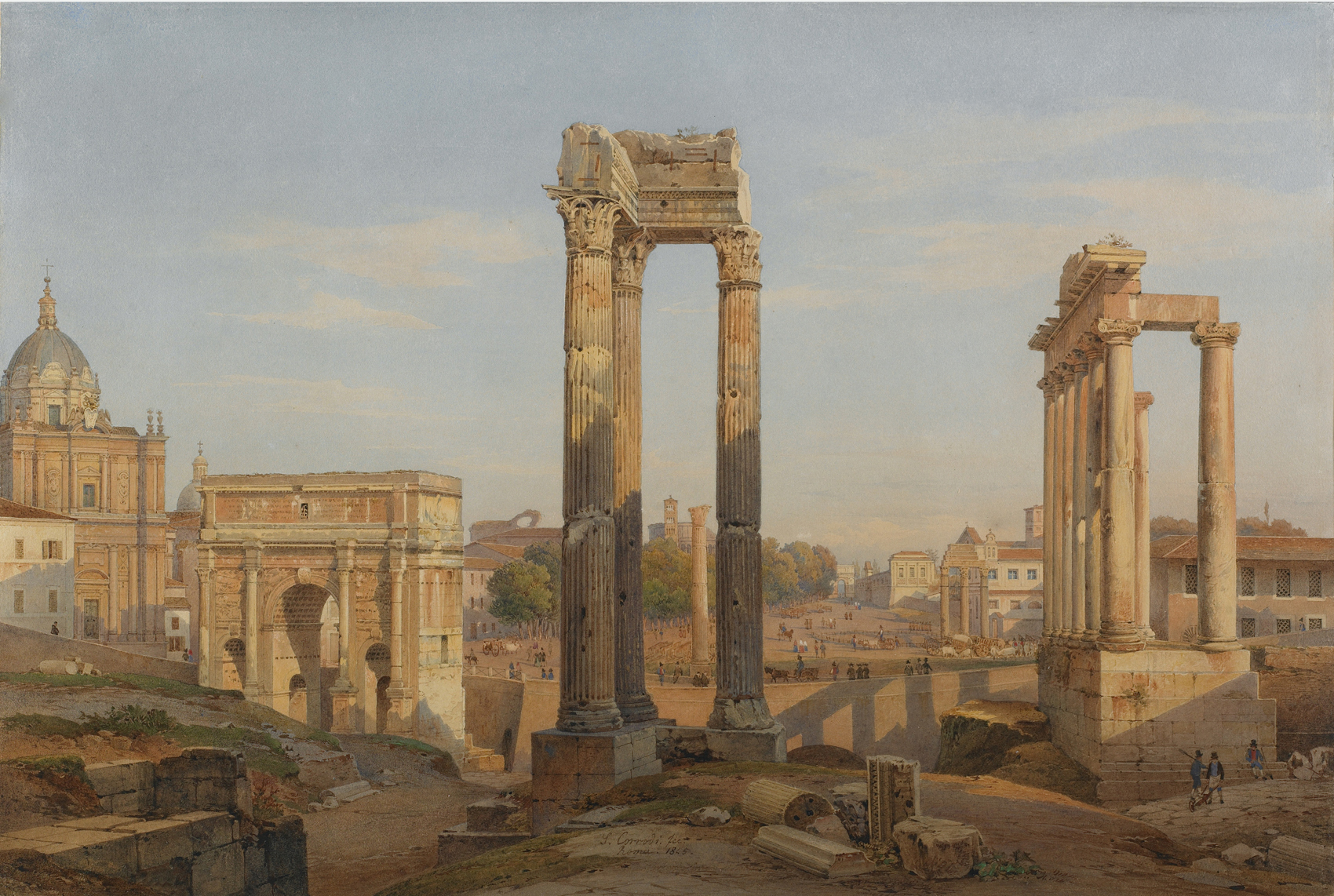
Римский форум. 1845
Вид на Цюрих, 1827.
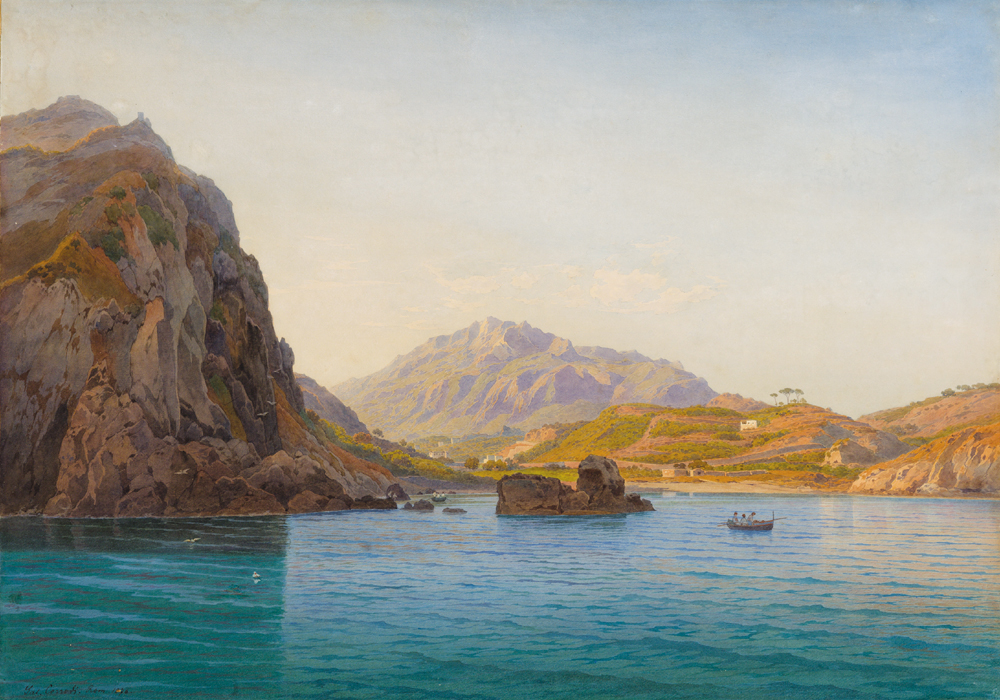
Остров Искья близ Неаполя. Бухта Сан-Монтано. 1876.
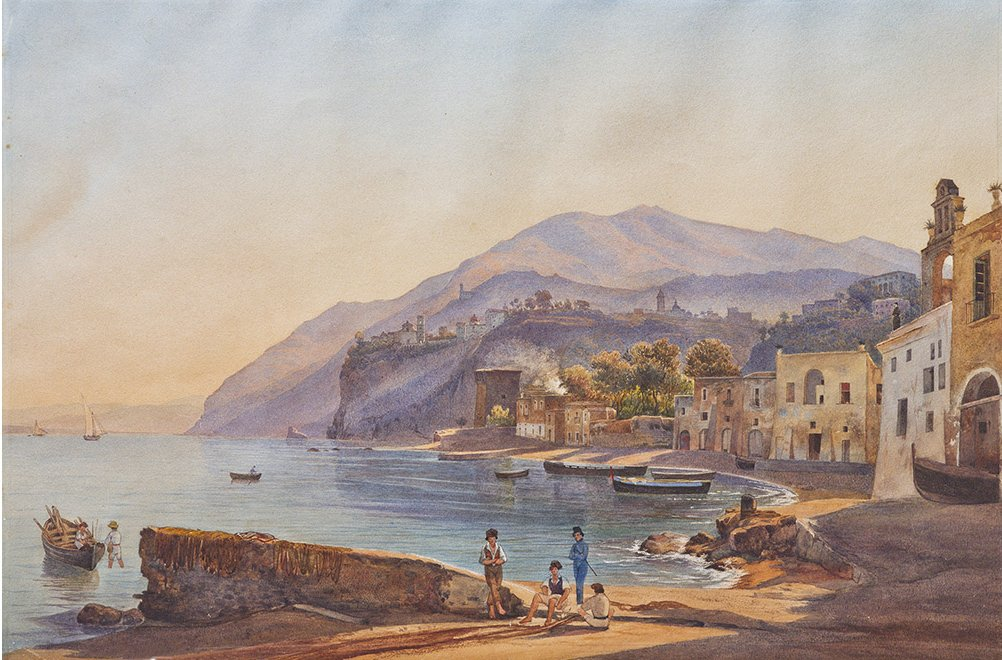
Город Вико-Экуэнсе близ Неаполя.
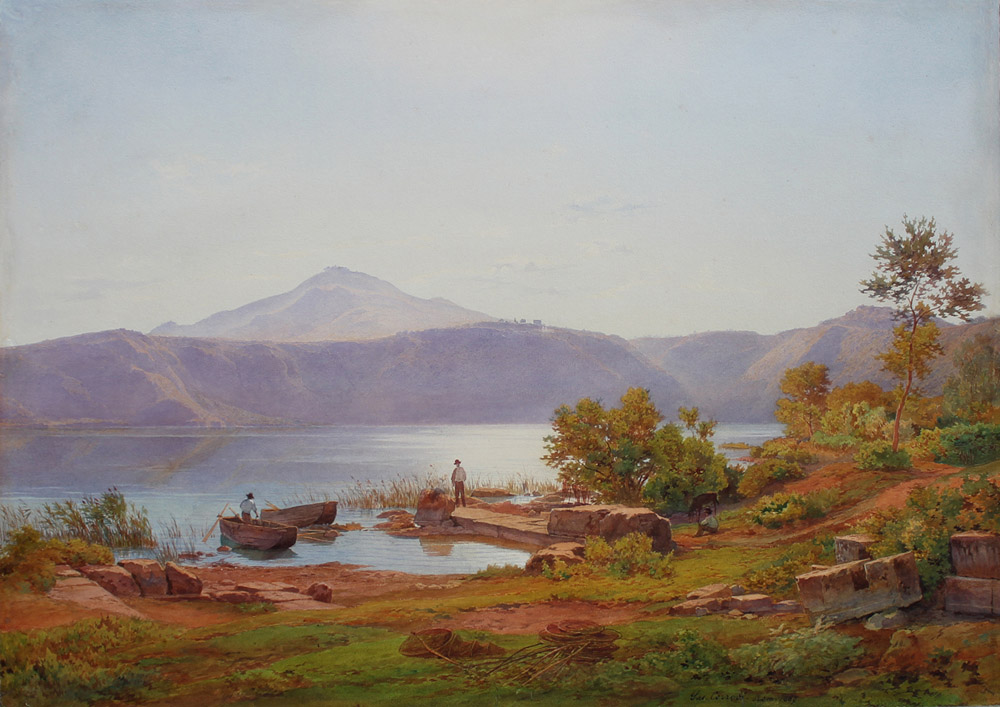
Озеро Альбано. 1867.
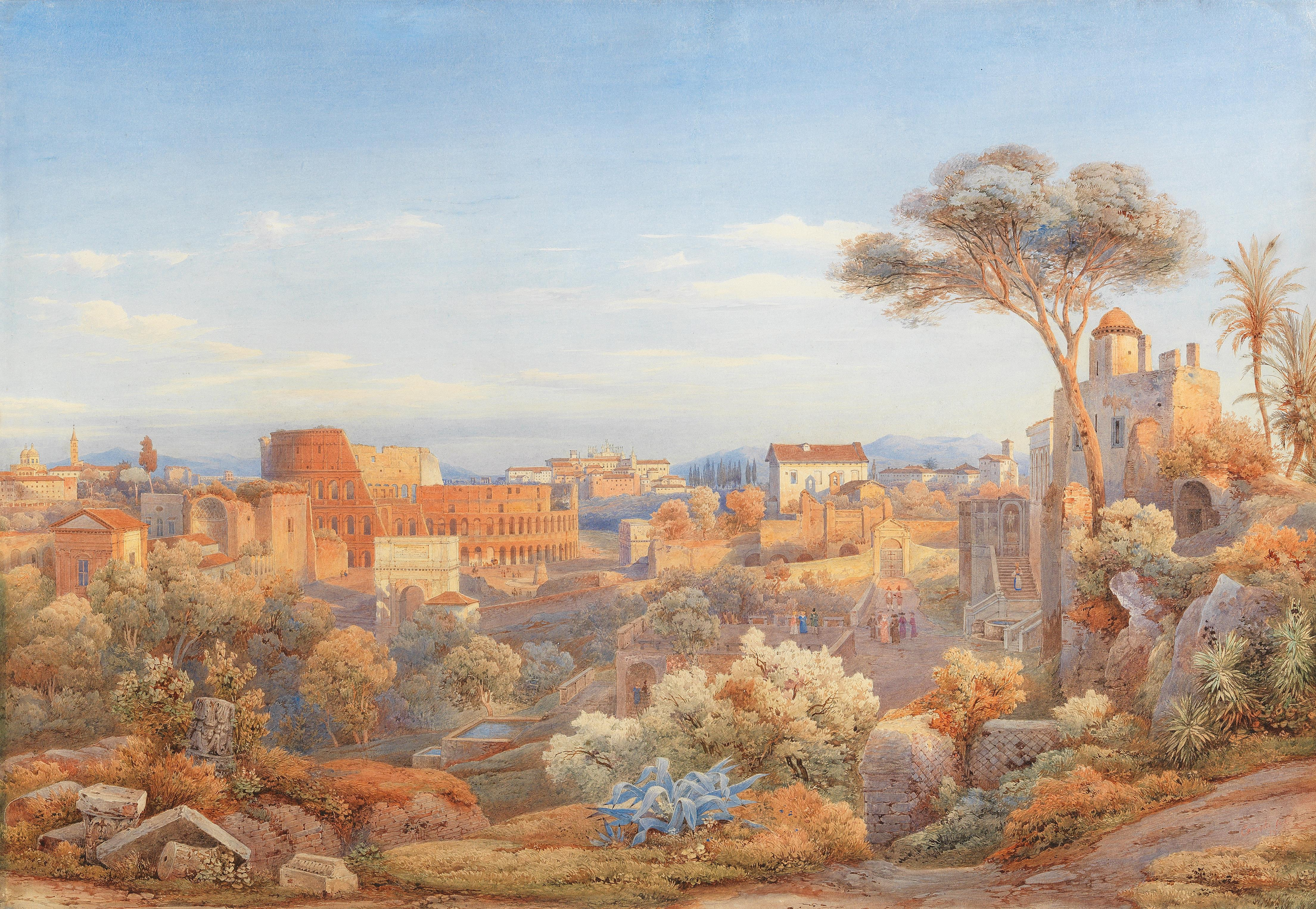
Вид Рима.
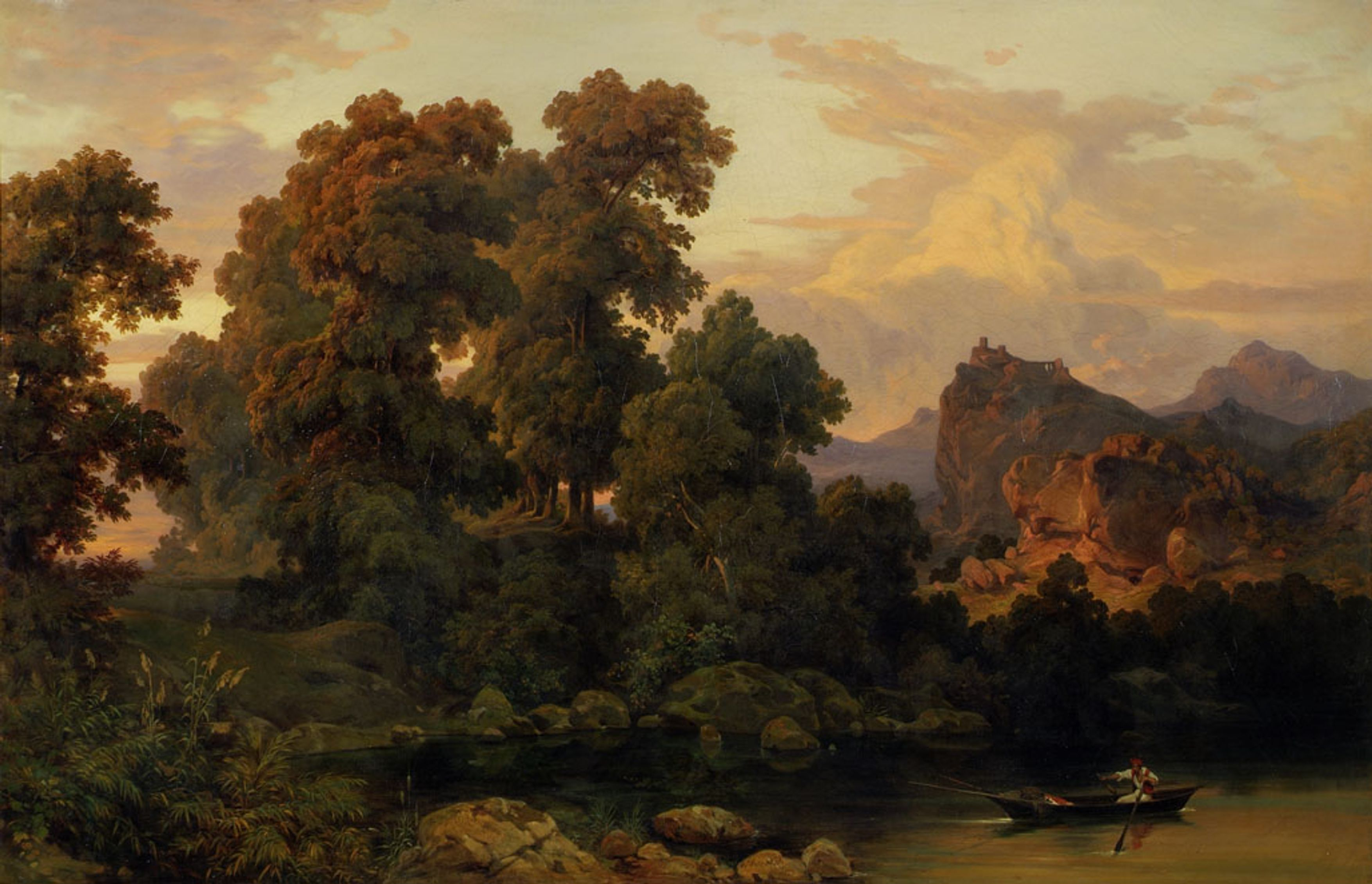
Итальянский пейзаж.